# Titularbistum Ypres
Ypres  (ital.: Ieper) ist ein Titularbistum der römisch-katholischen Kirche.
Es geht zurück auf das untergegangene Bistum Ypern, das dem Erzbistum Mecheln als Suffragandiözese unterstellt war, in der Stadt Ypern in Belgien.
| Titularbischöfe von Ypres |                                             |                                                       |                  |                  |
| Nr.                       | Name                                        | Amt                                                   | von              | bis              |
| 1                         | Joseph Mees Titularerzbischof pro hac vice  | Apostolischer Nuntius, Apostolischer Delegat          | 14. Juni 1969    | 9. Dezember 2001 |
| 2                         | Gustaaf Joos Titularerzbischof pro hac vice | Professor für Moraltheologie und Kirchenrecht in Gent | 7. Oktober 2003  | 21. Oktober 2003 |
| 3                         | Jacques André Blaquart                      | Weihbischof in Bordeaux-Bazas (Frankreich)            | 28. Juni 2006    | 27. Juli 2010    |
| 4                         | Jean Kockerols                              | Weihbischof in Mecheln-Brüssel (Belgien)              | 22. Februar 2011 |                  |